# Emiliano Zapata (Villamar)
Emiliano Zapata es una localidad del estado mexicano de Michoacán. Es parte del municipio de Villamar.

## Toponimia
El nombre de la localidad rinde homenaje a Emiliano Zapata, héroe de la Revolución mexicana.

## Demografía
| Gráfica de evolución demográfica |
|                                  |

| Censo | Población |
| ----- | --------- |
| 1900  | 1938      |
| 1910  | 2824      |
| 1921  | 2022      |
| 1930  | 1729      |
| 1940  | 3049      |
| 1950  | 2987      |
| 1960  | 3239      |
| 1970  | 3353      |
| 1980  | 3785      |
| 1990  | 3782      |
| 2000  | 3665      |
| 2010  | 3687      |
| 2020  | 3410      |